# Bitka kod Pterije
Bitka kod Pterije odigrala se u jesen 547. pr. Kr. između Perzijskog Carstva predvođenog Kirom Velikim i lidijskog kralja Kreza koji je pokušao osvojiti novonastalo Kirovo carstvo. Bitka je taktički završila nerješeno, no Perzijanci su ostvarili stratešku pobjedu budući kako su se Krez i njegova vojska morali povući natrag u svoje kraljevstvo.

## Pozadina
Lidija je 585. pr. Kr. nakon bitke na rijeci Halis (Kizil) sklopila sporazum s Medijskim Carstvom prema kojem će ta rijeka biti njihova granica, a mir je potvrđen i dinastijskim savezom. Budući kako su Medijci već ranije imali sličan sporazum s Babiloncima, sve tri kraljevske kuće bile su praktički rodbinski povezane što je donijelo desetljeća mira, stabilnosti i prosperiteta na Bliskim istokom.
Perzijski princ Kir Veliki godine 553. pr. Kr. pokrenuo je Perzijski ustanak protiv medijskog kralja Astijaga. Iako je u to doba Perzija bila nevažan dio Medijskog Carstva, Kir Veliki je bio Astijagov unuk koji je dobio potporu dijela medijske aristokracije. Do 550. pr. Kr. pobuna je završila a Kir je izašao iz nje kao pobjednik, te je osnovao Ahemenidsko Perzijsko Carstvo na temeljima Medijskog Carstva. Krez je medijsko-perzijski sukob vidio kao priliku da proširi svoje carstvo, pa je pitao proroka iz Delfija za savjet na što mu je ovaj odgovorio: „ako Krez prijeđe rijeku Halis osvojit će veliko carstvo“. Krez potom sklapa savez s babilonskim kraljem Nabonidom i egipatskim faraonom Amazisom II. te lakomisleno kreće u rat protiv Perzijskog Carstva.

## Bitka
Prema Herodotu, Lidijci su napali i osvojili grad Pteriju koji se nalazio u blizini rijeke Kizil. Ipak, ubrzo su se suočili s nadmoćnijom perzijskom vojskom. U žestokom okršaju obje strane doživjele su velike gubitke, no ni jedna nije ostvarila jasnu pobjedu. S obzirom kako više nije mogao napredovati prema istoku i kako se bližila zima odnosno kraj tradicionalne sezone ratovanja, Krez se odlučio povući natrag u glavni lidijski grad Sard.

## Posljedice
Iako je bitka završila taktički neodlučeno Kir Veliki imao je razloga biti zadovoljan jer je zaustavljena lidijska invazija te potvrđena perzijska vlast nad dotadašnjim medijskim posjedima. Međutim, Kir je odlučio kako neće raspustiti vojsku već će s njom krenuti na zapad i obračunati se s Krezom u njegovom kraljevstvu, što je iste godine dovelo do bitke kod Timbre. U idućoj bitci Perzijancima je dobro poslužilo iskustvo koje su stekli u sukobu s lidijskom konjicom, odnosno spoznaja da lidijski konji nenaviknuti na prizor i miris panično bježe od deva.

## Poveznice
- Bitka kod Timbre
- Opsada Sarda (547. pr. Kr.)
- Ahemenidsko Perzijsko Carstvo
- Kir Veliki
- Lidija
- Krez

### Antička djela
- Ksenofont: „Kirupedija“
- Herodot: „Povijesti“

### Moderna djela
- David Eggenberger: „Enciklopedija bitaka“ (An Encyclopedia of Battles), izdavač: Courier Dover Publications, 1985., str. 386.
- Tom Holland: „Perzijska vatra“ (Persian Fire), 2006.
- R. Ernest Dupuy i Trevor N. Dupuy: „Enciklopedija vojne povijesti od 3000. pr. Kr. do danas“ (The Encyclopedia of Military History from 3500 B.C. to the present), New York, izdavač: Harper and Row, 1977.
- J. F. C. Fuller: „Vojna povijest zapadnog svijeta“ (A Military History of the Western World), izdavač: Minerva Press, 1. svezak, 1954.

## Vanjske poveznice
- Bitke Kira Velikog (Mark Drury)
- Perzijska osvajanja (Heritage-history.com)
- [neaktivna poveznica]